# Paectes delineata
Paectes delineata là một loài bướm đêm trong họ Noctuidae.